# Acanthogonatus confusus
Acanthogonatus confusus is een spinnensoort in de taxonomische indeling van de bruine klapdeurspinnen (Nemesiidae).
Acanthogonatus confusus werd in 1995 beschreven door Goloboff.